# Der lachende Kavalier
Der lachende Kavalier (Originaltitel: His Hour) ist ein US-amerikanisches Stummfilmdrama aus dem Jahr 1924 von King Vidor mit Aileen Pringle und John Gilbert in den Hauptrollen. Das Drehbuch basiert auf dem Roman His Hour (dt. Titel: Seine Stunde) von Elinor Glyn. Den Verleih übernahm die Metro-Goldwyn Distribution Corporation.

## Handlung
Tamara Loraine, eine schöne junge Engländerin, fühlt sich zu dem russischen Prinzen Gritzko hingezogen, der für seine zahlreichen romantischen Affären berühmt ist, als sie ihn in Ägypten und erneut in Russland trifft. Gritzko ist aufmerksam, aber Tamara bleibt distanziert, um nicht zu seinen Eroberungen zu zählen. Als Gritzko ein Duell und das Recht gewinnt, Tamara zu einem Ball zu begleiten, beschließt sie, nach England zurückzukehren.
Auf dem Weg zum Schiff während eines Schneesturms manövriert Gritzko Tamara in sein Haus, um Schutz zu suchen, und sie widersteht seinen Annäherungsversuchen, bis sie vor Erschöpfung zusammenbricht. Gritzko lässt sie allein, aber am Morgen findet Tamara ihr Mieder geöffnet vor (Gritzko wollte wissen, ob ihr Herz noch schlug) und glaubt, dass die Ehre es gebietet, dass sie ihn heiratet. Nach der Zeremonie bietet der Prinz an, wegzugehen, bis er gerufen wird, aber Tamara erkennt ihre gegenseitige, aufrichtige Liebe und bittet ihn zu bleiben.

## Hintergrund
Am 7. Mai 1924 hieß es, der Film sei dier erste einer Reihe von Elinor Glyn-Geschichten, die von Louis B. Mayer Pictures und der Metro-Goldwyn Distributing Corporation für die Leinwand adaptiert werden. Am 5. August 1924 wurde berichtet, dass die Produktion noch im Sommer desselben Jahres abgeschlossen werde.
Cedric Gibbons oblag die künstlerische Leitung.

## Veröffentlichung
Die Premiere des Films fand am 29. September 1924 statt. 1925 kam er in Österreich in die Kinos. Er wurde auch unter dem Titel Die Abenteuer des Großfürsten gezeigt.

## Kritiken
Mordaunt Hall von der The New York Times befand, während die Erzählung nicht unangenehm sei, bleibe sie nicht an die Grenzen der Wahrscheinlichkeit gebunden. Miss Pringle sei in der Rolle der Tamara bezaubernd natürlich, und John Gilbert, der in der Rolle des Prinzen viele Handküsse verteilt, sei in dieser Rolle wirklich sehr fähig.